# Rifargia elgiva
Rifargia elgiva är en fjärilsart som beskrevs av William Schaus 1923. Rifargia elgiva ingår i släktet Rifargia och familjen tandspinnare. Inga underarter finns listade.